# Gamma Delphini

Constelación Delphinus rodeado de otras constelaciones.

Gamma Delphini (γ Del / γ Delphini / 12 Delphini) es una estrella binaria en la constelación del Delfín. Las dos componentes, γ2 Delphini o γ Delphini A (la estrella principal) y γ1 Delphini o γ Delphini B (la estrella secundaria), se encuentran separadas visualmente unos 10 segundos de arco. Se pueden resolver con un pequeño telescopio, constituyendo un objeto interesante para el astrónomo aficionado por el contraste de colores.
γ Delphini B (γ1 Delphini / HD 197963 / HR 7947) es la menos luminosa de las dos con magnitud aparente +5,14. Es una estrella blanco-amarilla de la secuencia principal de tipo espectral F7V y 6060 K de temperatura efectiva. Su tamaño es algo mayor que el del Sol, con un radio 2,5 veces más grande que el radio solar.
Su masa es 1,5 veces mayor que la masa solar y su luminosidad es 7,5 veces superior a la del Sol.
γ Delphini A (γ2 Delphini / HD 197964 / HR 7948) es la más brillante del par con magnitud aparente +4,27. Se trata de una subgigante naranja de 4700 K de temperatura y tipo espectral K1IV. Con un radio 7,5 veces mayor que el radio solar —tres veces más grande que el de γ1 Delphini—, tiene una masa de 1,7 masas solares. Más evolucionada que su compañera, hace no mucho agotó su hidrógeno interno y se encuentra en una fase de expansión con un núcleo inerte de helio. La edad del sistema es de unos 2000 millones de años.
Ambas estrellas se mueven en una órbita muy excéntrica (ε = 0,88) con una separación máxima de 600 UA y una separación mínima de 40 UA, aproximadamente la distancia entre Plutón y el Sol. Su período orbital es de 3249 años. El sistema se encuentra a 103 años luz de distancia del sistema solar.